# 케니언 칼리지
케니언 칼리지(Kenyon College)는 미국 오하이오주 갬비어에 위치한 사립 리버럴 아츠 칼리지이다. 1824년에 필랜더 체이스에 의해 설립되었다. 케니언 칼리지는 고등교육위원회의 지원을 받는다.
케니언 칼리지의 학부 학생 수는 1,708명이다. 캠퍼스 면적은 1,000에이커에 달한다. 120개 이상의 학생 클럽과 조직들이 캠퍼스에 있다.

## 동문
주요 동문으로는 작가 존 그린, 제 19대 대통령 러더퍼드 헤이스 등이 있다.